# Caloplaca ochracea
Caloplaca ochracea är en lavart som först beskrevs av Schaer., och fick sitt nu gällande namn av Camille Flagey. 
Caloplaca ochracea ingår i släktet orangelavar och familjen Teloschistaceae.   Inga underarter finns listade i Catalogue of Life.